# 著作者人格権
著作者人格権 (ちょさくしゃじんかくけん、英語: moral rights) とは著作権の一部であり、著作物の創作者である著作者が精神的に傷つけられないよう保護する権利の総称である。美術・文芸・楽曲・映像といった著作物には、著作者の思想や感情が色濃く反映されているため、第三者による著作物の利用態様によっては著作者の人格的利益を侵害する恐れがある。しかし、国際条約や各国の著作権法によって、どこまでを具体的に著作者人格権侵害として認めるかは異なる。

## 概説
著作権における著作者人格権は以下のように位置付けられている。
- 著作権
  - 著作者本人の権利 (狭義の著作権)
    - 著作財産権 (最狭義の著作権。著作物を使って富を得る支分権の総称)
      - 複製権 (小説本の印刷や楽曲のCD販売などコピーを作る権利)
      - 翻案権 (翻訳、編曲、映画化) ...など

    - 著作者人格権 (著作者が精神的に傷つけられない権利の総称)
      - 公表権 (無断で著作物そのものを公表されない権利)
      - 氏名表示権 (著作物を公表する際に著作者名の表記を決定する権利で、実名以外に無名または変名使用も含む)
      - 同一性保持権 (無断で著作物を改変されて誤解を受けない権利)
      - 名誉声望保持権 (著作物を適切な場所に展示するなど、著作者の社会的評価を守る権利)
      - 出版権廃絶請求権 (著作物の内容に確信を持てなくなった際に著作物の複製をやめるよう求める権利)
      - 修正増減請求権 (改めて複製する際に修正バージョンを適用するよう求める権利)

  - 著作隣接者の権利 (実演家、放送事業者など著作物を伝える者の権利)

著作者本人の人格権以外に、著作隣接者である実演家人格権などもあるが、本項での解説は著作者本人に限定する。

### 人格権と財産権の関係
一般的には、著作者の「心」を守るのが著作者人格権であるのに対し、「財布」を守るのが著作財産権だと分類される。とは言え、第三者による著作物の利用が、著作者人格権と著作財産権の両方を侵害することもあり、両者は密接に関係している。たとえば、個人的に綴っていた非公開の日記を第三者が無断でコピーして配れば、著作者人格権の公表権と、著作財産権の複製権の両方を侵害したことになる。また、著作者人格権の同一性保持権 (著作物を改変されない権利) と、著作物の翻案権や二次的著作物の利用権 (著作物を改変する権利) など両立の困難な領域もある。
誰が権利を持てるかについても、著作者人格権と著作財産権では異なる。著作財産権は土地や建物のように権利を譲渡、相続、貸与できるが、一方で著作者人格権は一般的に譲渡が認められていない。これは、著作者人格権が著作者本人の心を保護することを目的としているためである。換言すると、複製権や出版権などの著作財産権を第三者に売却した後でも、著作者人格権だけは消滅せず著作者本人を守り続ける。これを「一身専属性」と呼ぶ。
ただし、この一身専属性を著作者本人の意志で否定する、つまり著作者人格権を自ら放棄したり、不行使にする契約を結べるのかについては、一部の国で認められている。著作者人格権を守ることを優先しすぎた結果、著作財産権の面で著作者が経済的に不利な立場に追い込まれてしまうリスクを回避する必要性があるためである。たとえば、著作物利用のライセンス契約を締結する際に、著作者人格権をライセンス先に譲渡できないとなると、著作者人格権侵害による訴訟リスクを考慮して、契約そのものが破談になってしまったり、リスク分を加味して著作者が不利な契約の立場に追い込まれるといった副作用が考えうる。
さらに原著作物だけでなく、それを用いて創作された二次的著作物に対しても、原著作物の著作者は著作者人格権を有していることになる。たとえば、イギリス人作家が執筆した「未発表」の英語の小説を基に、翻訳出版権を正式に獲得した日本人翻訳家が日本語化したとする。このように著作財産権的には何ら問題ないケースでも、仮にイギリス人作家から承諾を得ずに日本語版小説のみ出版すると、著作者人格権のうちの公表権を侵害したことになる。
著作者の死後の扱い
国によっては著作者人格権の譲渡は認めないが、相続は認めることがある (詳細は#各国の対応を参照)。生前に名誉棄損などの行為が禁止されて人格が守られてきたように、安心して死ねる権利が著作者には必要だとの考えである。没後の著作者に対する名誉棄損がその遺族にまで影響を及ぼす場合には、遺族分の人格権侵害に限定して、損害賠償や差止などの具体的な法的措置が取られることがある。

### 制限と例外
著作者人格権は全ての著作者や著作物を等しく保護するわけではなく、例外も存在する。ここでの「著作者」だが、職務著作 (法人著作) のように個人以外に著作権が帰属する場合、氏名表示権を除く著作者人格権は認める必要がないとされる。またコンピュータ・プログラムも特許権ではなく著作権の範疇で保護されることがあるが、感情を表現した芸術的な著作物とは扱いが異なる。実用的なコンピュータ・プログラムの場合、中身を改変してもプログラマーが精神的に傷つく可能性が低いことから、同一性保持権には大幅な制限がかかるとされる。
また世界の著作権法は大陸法と英米法のいずれかの流れを汲んでおり、英米法の国では伝統的に著作財産権のみを重視していることから、著作者人格権の保護範囲がそもそも非常に狭いアメリカ合衆国のような国も存在する。

## 著作者人格権の内訳

### 公表権
もともと公表を予定していない著作物 (私的な手紙・日記、企業の機密資料など) や、公表を予定しているが未完成の著作物 (セリフを推敲中の映画の脚本、描きかけの絵画など) がある。これらの著作物を、著作者以外の第三者によって無断で公表されない権利が公表権である。ここでの「公表」 (英: publish) にどのような手段が具体的に含まれるのかは各国の法律により異なるが、上演、展示、口述、インターネット上での掲示も含む。

### 氏名表示権
著作物を公表する場合、どのように著作者名を表記するか決定できるのが氏名表示権である。これには実名以外に変名 (ペンネームなど) または無名 (匿名) の使用も含む。たとえば、ジャーナリストが報道記事を執筆し、実名で公表を希望しているにもかかわらず、寄稿先の雑誌が著作者名を表示せずに発行すれば、氏名表示権侵害になる。また、本来の著作者以外の名前で著作物を公表しても氏名表示権侵害に当たる。報道記事を執筆したジャーナリストの実名ではなく、雑誌社名であったり、編集長の名前に書き換えてしまう行為は禁じられる。さらに「盗作」も著作者名を書き換えているに等しいため、著作財産権の侵害だけでなく、著作者人格権の氏名表示権侵害である。
著作権法19条1項では「著作者は、その著作物の原作品に、又はその著作物の公衆への提供若しくは提示に際し、その実名若しくは変名を著作者名として表示し、又は著作者名を表示しないこととする権利を有する。その著作物を原著作物とする二次的著作物の公衆への提供又は提示に際しての原著作物の著作者名の表示についても、同様とする。」と規定されており、氏名表示権は二次的著作物にも及ぶ。著作者人格権は他人に譲渡できない権利であり、動画の場合には動画中に共著者名を表示しなければならない。共著者の一人が氏名表示権を侵害された場合、損害賠償請求できる。また、動画は映画の著作物に該当し、フリー素材であっても氏名表示義務のある場合がある。氏名表示を怠り、許諾を得ずにゲーム実況動画等を配信すると権利侵害となる。なお、「著作物を利用する者は、その著作者の別段の意思表示がない限り、その著作物につきすでに著作者が表示しているところに従つて著作者名を表示することができる」（著作権法19条2項）。
ただし、公表に使用する名前を実名にするか、変名や無名にするかで著作権の保護期間に差が出るため注意が必要である。一般的には実名の場合、存命期間および死後70年間を著作物の保護期間だとする国が多いが、変名や無名著作物の場合は著作者の死亡日を確定できないため、著作者の生死にかかわらず、作品の公表から一定年数を保護期間と定めることが多い。
なお、著作権法上でいう「変名」とはその著作者が著作者名として用いる名称で実名（戸籍名）以外のものをいうと解釈される。近年、ウェブサイトのURLやSNSのアカウント名が著作者の変名として著作物に記述されている例も多く見受けられる実情を踏まえてか、無断使用された画像に表示させていたウェブサイトのURLが著作者の変名として認められた裁判例が存在する。

### 同一性保持権
著作物を無断で改変されない権利を同一性保持権と呼ぶ。どこからが「改変」にあたるのかが問題となるが、たとえば雑誌の紙面上の都合で修正したり、別の文章を足したり、写真の一部をカットしたり、映画に一部別のシーンを挿入したりすることである。また、小説や映画などの中身だけでなくタイトルにも同一性保持はおよぶ。さらに原著作物だけでなく、小説の映画化や楽曲の編曲といった二次著作物であっても、原著作者の主観的な意志を尊重しなければならない。
ただし、利用者側の観点でやむをえないと判断される場合や、改変によって著作者を精神的に傷つけるおそれがない著作物の場合は、改変が認められる。たとえば学校教育に利用される著作物にフリガナを振る、旧字体を常用漢字に変えるといった利用は認められている。ソフトウェアの場合は、バグ (不具合) を改修したり利便性を増すためにバージョンアップすることが想定されるため、同一性保持権は制限される。
いわゆる「パロディ」については、国によって扱いが異なる。パロディが著作権侵害に当たらないと明記している希な国がフランスである (L122条-5)。著作者人格権の保護範囲が狭い米国においては、パロディを含む変形的利用 (transformative use) は、著作者人格権ではなくフェアユース (公正利用) の文脈で合法性が個別に判断されている。パロディなどの同一性保持権に関しては、各国で判例が存在する (詳細は#各国の対応で後述)。

### 名誉声望保持権
たとえ著作物を改変していなくとも、著作物の利用方法次第では著作者の名誉を傷つけることがある。たとえば、名画を風俗店の看板に利用する行為が名誉声望保持権の侵害にあたるとされている。社会的な評判が傷つけられたかどうかが問われるため、著作物の公表方法が実名ではなく変名や無名であっても、著作者は名誉声望保持権を有していると考えられる。
なお、著作者の名誉を守る法的手段として、著作権法上の名誉声望侵害を訴えるだけでなく、一般的な民法上の名誉毀損で損害賠償や差止などを提訴できる。また刑事上の名誉毀損罪での告訴もありうる。

### 出版権廃絶請求権と修正増減請求権
自分の著作物の内容に満足して、公表権を行使して著作物をいったん公表した。しかしその後に不備に気付き、そのまま公表され続けることが精神的苦痛につながる場合は、著作物の複製をやめるよう求めることができるという考え方が出版権廃絶請求権である。同様の理由で、修正版への差し替えを要求する権利が修正増減請求権である。しかし、著作者から出版権を獲得した出版社に対し、出版済またはこれから出版予定の著作物を市場から回収する義務や、修正版に差し替える義務を負わせるとなると損害が発生することから、これら請求権を著作権者が行使する際には、出版権者に対する損害補てんが前提となる。また修正増減請求権の場合は、現時点で市場に出回っているものではなく、今後増刷する複製物のみを差し替えの対象としている。なお、日本の著作権法上では廃絶請求権は出版物に限定している。

## 国際条約上の保護
著作者人格権が、実際の法律上でどのように保護されているか見ていく。著作権者の権利に関する主な国際条約には、発効年の古い順にベルヌ条約、万国著作権条約、TRIPS協定、WIPO著作権条約の4本がある。このうち、著作者人格権の観点からはベルヌ条約とTRIPS協定の2本が特に重要である。なお万国著作権条約は、ベルヌ条約の条件が厳しくて加盟できなかった国々に対する橋渡し的な役割を担っていたものの、その後各国が国内法を整備してベルヌ条約も締結できたことから、21世紀に入ってからは法的な役割を終えている。WIPO著作権条約 (世界知的所有権機関 (WIPO) 主管) は、インターネットの普及に伴うデジタル著作物の技術的保護を重点的に定めており、ベルヌ条約の「2階部分」とも言われている。著作者人格権の観点では今なお、1階部分のベルヌ条約がベースとなっている。以上の理由から、ベルヌ条約とTRIPS協定に絞って解説する。

### ベルヌ条約
締結済が187か国 (2019年5月現在) に上り、かつ著作権保護の基本方針をとりまとめたのがベルヌ条約である。ベルヌ条約の第6条では著作者人格権の保護を規定しており、主な特徴は以下の通りである。
- 著作者人格権の種類として、氏名表示権、同一性保持権、名誉声望保持権を認める (第6条の2第1項)。
- 公表権については、1928年のローマ改正の際に追加が提案されるも実現せず、ベルヌ条約に規定がない[27]。
- 著作財産権が他者に移転した後も、著作者人格権は著作者が保有する (第6条の2第1項)。
- 著作者の死後も著作者人格権は存続する (第6条の2第2項)。
- 著作者人格権の放棄 (不行使契約の締結) の可能性についてはベルヌ条約に規定がない。

ところがベルヌ条約が大陸法をベースにしていることから、英米法を採用する諸国はベルヌ条約を締結できず、アメリカ合衆国にいたっては同条約の発効 (1887年) から約1世紀もの間、著作者人格権が米国著作権法内でまったく規定されてこなかった。さらにベルヌ条約締結後も、著作者人格権が視覚芸術作品に限定して認められていることから、米国はベルヌ条約違反だとの批判もある。

### TRIPS協定
ベルヌ条約の保護水準を引き上げる目的で採択されたのが、1995年発効のTRIPS協定である。これはベルヌ・プラス方式とも呼ばれ、TRIPS協定の締結国はベルヌ条約も遵守することが求められている。しかしこのベルヌ・プラス方式からは、著作者人格権を規定したベルヌ条約第6条の2が除外されている。これは、ベルヌ条約違反だと批判されているアメリカ合衆国を救済するために取られた措置と言われている。なぜならば、TRIPS協定はWTO (世界貿易機関) の協定の一部として作成されており、WTOは提訴や報復措置などの制度を採用しているからである。つまり、著作者人格権をTRIPS協定に含めてしまうと、著作者人格権の保護水準が低いアメリカ合衆国に対し、WTO加盟国からの提訴が頻発するリスクがあったからである。

## 各国の対応
国際条約は各国の足並みを揃えるために、最低限の水準を規定しているのに対し、その条約の加盟国はそれぞれ著作権の国内法を整備することで、何が著作者人格権の侵害行為にあたるのか、侵害が起こった際にはどう裁くのかを細かく規定している。さらに著作権法に基づいて下される裁判所の判決は、国ごとだけでなく個別訴訟ごとに大きく異なる。

### 日本
日本の著作権法でも、一身専属性が規定されている (59条)。また、日本法では一身専属性のある権利は相続の対象にはならないため (民法896条但書)、著作者人格権も相続の対象にはならない。
ただし、ベルヌ条約6条の2(2)が著作者の死後における著作者人格権の保護を要求していることから、著作者の死亡・解散後も、著作者が存しているならば著作者人格権の侵害となるような行為を禁止するとともに（60条）、著作者の2親等内の親族または遺言指定人による差止請求権や名誉回復措置請求権の行使が認められている（116条）。ただし、116条の行使権は著作者人格権と同様に一身専属であるため、著作者の2親等内の親族が全て死亡（失踪宣告を含む）した場合は行使権者はいなくなると解される。人格権保護の行使権者がいなくなった場合、日本では法第120条に基づく刑事介入だけが存続する。
著作者人格権の放棄の可能性についてはベルヌ条約と同様、日本の著作権法にも規定はない。この点については、日本では事前に包括して放棄することはできないと一般的に解されており、範囲を限定しない著作者人格権の不行使契約について無効とする見解もある。このような考え方は、著作者人格権は一般的な人格権と同質の権利であるという理解を前提に、人格権は権利者の人格にかかわるものであり、物権的処分をすることは公序良俗に反するという考え方に基づいている。
後述するとおり、日本の著作権法は、ベルヌ条約に規定されていない種類の著作者人格権をも認めている（著作権法第2章第3節第2款）。また、著作権法が規定する著作者人格権には該当しなくても、民法の不法行為に関する規定により著作者の人格的利益が保護される場合もある。

#### 同一性保持権
同一性保持権とは、著作者の意に反して、著作物及びその題号の変更や切除その他の改変をすることを禁止する権利のことを指す（著作権法20条1項）。
ただし当該権利は、次のいずれかに当たる場合には適用されない。
- 教科用図書等への掲載（第33条第1項、4項)、教科用拡大図書等の作成のための複製等（第33条の2第1項）または学校教育番組の放送等（第34条第1項）の規定に基づき利用する際に、用字又は用語の変更その他の改変で、学校教育の目的上やむを得ないと認められる場合
- 建築の著作物については、建築物の増築、改築、修繕又は模様替えによる改変
- 特定の電子計算機においては利用し得ないプログラムの著作物を当該電子計算機において利用し得るようにする（移植）ため、又はプログラムの著作物を電子計算機においてより効果的に利用し得るようにするために必要な改変をする場合[注 3]
- ほか、著作物の性質並びにその利用の目的及び態様に照らしやむを得ないと認められる改変

#### 侵害に対する刑事罰
著作者人格権を侵害した場合、日本の著作権法では、著作者人格権等侵害等罪として第119条2項により5年以下の懲役若しくは500万円以下の罰金（又はこれらの併科）に処される。この罪は原則として親告罪である。ただし、権利管理情報に虚偽の情報を故意に付加しまたは故意に除去しもしくは改変する行為は人格権侵害であるが刑事罰の対象外である。
また、著作者の死後においては、第60条又は第101条の3の規定（死亡後の人格的利益の保護）に違反した者は、第120条により500万円以下の罰金に処される。この罪は非親告罪である。

#### 民事裁判の判例
著作者人格権に関連する日本の主な判例は以下の通りである。
公表権 - 中田英寿事件
東京地裁 平成12年 (2000年) 2月29日判決、判時1715号76頁収録。
サッカー選手の中田英寿の半生を記した書籍を、中田本人の許諾なく出版社が出版。書籍には幼少期からプロ時代までの本人写真や、中学時代の文集に収録された詩などが含まれていた。これがパブリシティ権、プライバシー権、著作者人格権の公表権、および著作権の複製権侵害にあたるとして、出版差止と損害賠償を求めて提訴した。プライバシー権侵害と複製権侵害は認められたものの、既に公表された著作物であることから、公表権侵害は棄却された。
氏名表示権 - 歴史小説事件
知財高裁 平成28年 (2016年) 6月29日判決、判例集未登載。
直木賞受賞作家の佐藤雅美は『田沼意次―主殿の税』などの歴史小説を執筆している。佐藤の著作物をテレビ番組に利用されたとして、番組の差止と3200万円の損害賠償を求めて、番組制作会社を相手に提訴した。一審の東京地裁は著作権侵害を認めて30万円の損害賠償を命じたが、これを不服として控訴した。二審の知財高裁では、番組のエンドロールに参考文献として著者名入りで小説名を表記していたことから、氏名表示権侵害にあたらないとした。
同一性保持権 - ときめきメモリアル事件
最高裁 平成13年 (2001年) 2月13日判決、民集55巻1号87頁収録。
同一性保持権 - 新梅田シティ事件
大阪地裁 平成25年 (2013年) 9月6日判決、判時2222号93頁収録。
大阪府にある複合商業施設・新梅田シティの建築設計を巡る訴訟。造園家の基本設計に基づき、新梅田シティに庭園が造成され、1993年に開業している。その後、建築工事会社が2006年に新梅田シティ北側の工事を請け負い、緑地庭園の改修を行っている。さらに2013年、建築家・安藤忠雄が設計した「希望の壁」と題する巨大モニュメントを設置する工事が開始された。このモニュメント設置によって、当初の造園家の著作物である設計書の同一性保持が毀損されたとして、工事続行禁止の仮処分を求めて造園家が提訴した。造園家の設計書は、その思想が反映されていることから著作物であると認められた。また高さ9メートル、長さ78メートルの巨大モニュメント設置により、日照条件が悪化して植物が育たなくなることから、庭園の景観が影響を受けるとも指摘された。しかし、商業施設のオーナーが将来的に改修できないとなると不利益を被るとの判断から、造園家の申立ては棄却された。

### フランス
フランス著作権法では、著作者人格権が著作財産権よりも優先する点が特徴である。
フランスでは著作者人格権は死後も永続して時効はなく (L121条-1-3)、第三者へ譲渡は不可とされるが (L121条-1-3)、相続の対象となる (L121条-1-4)。譲渡に関しては、たとえばゴーストライターを起用して著作物を発表した場合、フランスではゴーストライターの起用主に著作者人格権を譲渡することはできない。仮にこのような譲渡契約を結んだとしても、契約自体が無効になる。
著作者人格権の内訳は、公表権 (L121条-2、L121条-3)、氏名表示権 (L121条-1)、尊重権、および修正・撤回権 (L121条-4)の4つに分類されている。フランスにおける尊重権とは、著作物の内容を他者に無断で削除、付加、改変されないよう守り、著作者の個性を尊重する権利であり、他国の著作権法で一般的な同一性保持権よりも保護範囲の広い概念である。特に尊重権はフランスでの判例数が多く、条文だけでなく実質的にも尊重権は著作権者を手厚く保護している。公表権については、単に無断で公表されない権利だけでなく、公表の手段にも適用され、たとえば、書籍の出版契約上でハードカバーの装丁が規定されていたにもかかわらず、出版者が著作者に無断でポケット文庫の装丁に変更して出版すると、フランスでは公表権侵害に当たる。修正・撤回権については、権利行使の際には損害賠償が伴うことから、著作者による実際の権利行使は極めて限定的である

#### 民事裁判の判例
自身の作品に不満であったことを理由に、肖像画の発注主に引渡拒否した「イーデン対ウィスラー事件」、劇作家の意図に反する主人公の性別変更が尊重権侵害に問われてフランス・オランダ・イタリアをまだいて訴訟に発展した「サミュエル・ベケット著『ゴドーを待ちながら』事件」など、多数の判例が存在する。

### イギリス
書面による著作者人格権の放棄を認めている。

### アメリカ合衆国
米国の連邦著作権法は合衆国法典第17編に収録されている。アメリカ合衆国は1989年にベルヌ条約に加盟し、1990年制定の法改正 (Visual Artists Rights Act of 1990、略称: VARA) によって、合衆国法典第17編第106A条が新たに加わった。この第106A条が著作者人格権に該当するが、視覚芸術の著作物に関するもの以外には著作者人格権を扱う規定を設けていない。
第106A条(a)(1)では、自分の作品について著作者であることを主張する権利、自分が制作していない作品に著作者の名前を使用されない権利が認められており、これは氏名表示権に相当する。第106A条(a)(2)では、作品に対する各種の改変や破壊をされない権利が認められており、これは同一性保持権に相当する。但し、これらの規定にはいくつかの限定がついている。対象となる視覚芸術の範囲については、地図、広告、ポスターなどを含め多くの種類の芸術作品は同規定の視覚芸術の定義外となり、対象となる写真・彫刻・版画・絵画などの作品も、200点以上の複製が作成されていないこと、一点一点に著者の署名とシリアルナンバーが付されていることなどが要求されている (第101条)。加えて、作品を破壊されない権利は、ある種の達成として認められた作品 (a work of recognized stature) についてだけ適用される (第106A条(a)(3))。また、この権利は著作者の死亡した年まで保護され、死後の保護は実質的に与えられていない。なお、これらの権利は譲渡はできないが、放棄はできるものとされている (第106A条(e))。
このように著作権法上、著作者人格権が極めて限定された形でしか認められていない点については、ベルヌ条約で保護が要求される著作者人格権は、不正競争法 (unfair competition law) のような著作権法とは別の法領域によって事実上保護されているものとして、特段の規定が置かれていないと説明されている。不正競争法では、一般に商品の出所について虚偽の表示をすることを禁じており、著作物について出所を偽って（他人のものを自分の著作物であるかのように、あるいは第三者の著作物であるかのように）表示した場合に違反となることがある。不正競争法は各州で判例法や成文法の形で存在するほか、州際取引に適用される連邦法としても存在する。連邦法としては合衆国法典第17編第22章に収録されているランハム法がこの出所表示についての規定を含んでいる。これにより、著作者人格権の氏名表示権に相当する権利が保護されることになる。
また、上述の点と一部重複するが、各州の（判例法としての）コモン・ローにより、著作者の著作物に対する一般的な人格権の保護がされていると説明されることもある。このことから、著作者人格権が保護の対象とする利益につき、著作権法の枠で考えるか否かという違いがあるに過ぎず、著作者人格権を正面から認める法制と実質的に差異はないとの考え方も示されている。

#### 民事裁判の判例
同一性保持権 - モンティ・パイソン対ABC裁判
イギリスを代表するコメディ・グループのモンティ・パイソンがスケッチコメディの脚本・出演を手掛けたテレビ番組『空飛ぶモンティ・パイソン』(英国BBCにて1969年から1974年に放送) が、米国のABCでも放送された際に一部内容が改変された。これに対し、モンティ・パイソンのメンバー内で唯一の米国籍を有するテリー・ギリアム他は、原著作物の同一性が損なわれたとしてABCを提訴した。編集カットによってモンティ・パイソンのブランドが毀損するとして、二審の第2巡回区控訴裁判所は1976年、勝訴の判決を下した。米国がベルヌ条約を批准し、著作者人格権の一部を著作権法の第106A条に定めたのは1989年であることから、これ以前に著作者人格権侵害を認めた判例は数少ない。また、第106A条は視覚芸術著作物に対象を限定しており、テレビ番組は対象外であることから、仮にこの訴訟が1989年以降であれば敗訴していた可能性も指摘されている。
パロディ関連の裁判

#### コピーレフトライセンスとの関係
GPLやGFDLをはじめとする、各種のコピーレフトライセンスは、アメリカ合衆国著作権法を前提とする場合がほとんどであり、著作者人格権についての規定が存在しない。ゆえに、特にアメリカ合衆国以外の国において、著作者人格権とりわけ同一性保持権との関係で、これらのライセンスの有効性が問題とされる場合がある。